# Silviella
Silviella é um género botânico pertencente à família Orobanchaceae.

## Espécies
- Silviella prostrata
- Silviella serpyllifolia